# Championnat du monde des clubs de la FIFA 2005
Navigation
Espagne 2001 Japon 2006
Le Championnat du monde des clubs 2005 est la deuxième édition de la Coupe du monde des clubs de la FIFA. Elle s'est tenue du 11 au 18 décembre 2005 au Japon, pour la première fois de son histoire en remplacement de la Coupe intercontinentale.
Les clubs champions continentaux des six confédérations continentales de football disputent le tournoi.
Le São Paulo FC remporte la finale de la compétition en battant par un but à zéro le Liverpool FC.

## Clubs qualifiés
Les équipes participant à la compétition, sont les vainqueurs des plus grandes compétitions inter-clubs de chaque confédération.
| Club                     | Pays                     | Confédération            | Épreuve qualificative                   |
| Rentrent en demi-finales | Rentrent en demi-finales | Rentrent en demi-finales | Rentrent en demi-finales                |
| ------------------------ | ------------------------ | ------------------------ | --------------------------------------- |
| São Paulo FC             | Brésil                   | CONMEBOL                 | Copa Libertadores 2005                  |
| Liverpool FC             | Angleterre               | UEFA                     | Ligue des champions de l'UEFA 2004-2005 |
| Rentrent au premier tour |                          |                          |                                         |
| Deportivo Saprissa       | Costa Rica               | CONCACAF                 | Coupe des champions de la CONCACAF 2005 |
| Al Ittihad Djeddah       | Arabie saoudite          | AFC                      | Ligue des champions de l'AFC 2005       |
| Al Ahly SC               | Égypte                   | CAF                      | Ligue des champions de la CAF 2005      |
| Sydney FC                | Australie                | OFC                      | Coupe des champions d'Océanie 2005      |

## Organisation
| \| Toyota Yokohama Tokyo \| Sites du Championnat du monde des clubs 2005 |
| Toyota Yokohama Tokyo                                                    |

| Toyota Yokohama Tokyo |

| \| Toyota Yokohama Tokyo \| Sites du Championnat du monde des clubs 2005 |
| Toyota Yokohama Tokyo                                                    |

| Toyota Yokohama Tokyo |

| Premier tour           | 11-12 décembre |
| Match pour la 5e place | 16 décembre    |
| Demi-finales           | 14-15 décembre |
| Match pour la 3e place | 18 décembre    |
| Finale                 | 18 décembre    |

| Afrique - Mohamed Guezzaz Assistant: - Jean Marie Endeng Zogo Asie - Toru Kamikawa Assistants: - Yoshikazu Hiroshima - Kim Dae Young Europe - Graham Poll - Alain Sars Assistants: - Glenn Turner - Philip Sharp - Frédéric Arnault - Vincent Texier | CONCACAF - Benito Archundia Assistants: - Arturo Velázquez - Héctor Vergara CONMEBOL - Carlos Eugênio Simon - Carlos Chandia Assistants: - Cristian Julio - Mario Vargas |

## Tournoi
Les rencontres du tournoi se disputent selon les lois du jeu, qui sont les règles du football définies par l'International Football Association Board (IFAB).
En cas d'égalité à l'issue du temps réglementaire, une prolongation de 30 minutes est jouée (sauf pour les matchs de classement) et le cas échéant une séance de tirs au but.

### Tableau
|  | Premier tour        | Premier tour           | Premier tour        | Premier tour        |                      |                    | Demi-finales        | Demi-finales        | Demi-finales                  | Demi-finales                  |                               |                               | Finale                 | Finale                 | Finale                 | Finale                 |
|  |                     |                        |                     |                     |                      |                    |                     |                     |                               |                               |                               |                               |                        |                        |                        |                        |
|  | 11 décembre - Tokyo | 11 décembre - Tokyo    | 11 décembre - Tokyo | 11 décembre - Tokyo |                      |                    | 14 décembre - Tokyo | 14 décembre - Tokyo | 14 décembre - Tokyo           | 14 décembre - Tokyo           |                               |                               | 18 décembre - Yokohama | 18 décembre - Yokohama | 18 décembre - Yokohama | 18 décembre - Yokohama |
|  | 11 décembre - Tokyo | 11 décembre - Tokyo    | 11 décembre - Tokyo | 11 décembre - Tokyo |                      |                    | 14 décembre - Tokyo | 14 décembre - Tokyo | 14 décembre - Tokyo           | 14 décembre - Tokyo           |                               |                               | 18 décembre - Yokohama | 18 décembre - Yokohama | 18 décembre - Yokohama | 18 décembre - Yokohama |
|  | Al Ittihad Djeddah  | Al Ittihad Djeddah     | 1                   | 1                   |                      |                    | 14 décembre - Tokyo | 14 décembre - Tokyo | 14 décembre - Tokyo           | 14 décembre - Tokyo           |                               |                               | 18 décembre - Yokohama | 18 décembre - Yokohama | 18 décembre - Yokohama | 18 décembre - Yokohama |
|  | Al Ittihad Djeddah  | Al Ittihad Djeddah     | 1                   | 1                   |                      |                    | 14 décembre - Tokyo | 14 décembre - Tokyo | 14 décembre - Tokyo           | 14 décembre - Tokyo           |                               |                               | 18 décembre - Yokohama | 18 décembre - Yokohama | 18 décembre - Yokohama | 18 décembre - Yokohama |
|  | Al Ahly SC          | Al Ahly SC             | 0                   | 0                   |                      |                    | 14 décembre - Tokyo | 14 décembre - Tokyo | 14 décembre - Tokyo           | 14 décembre - Tokyo           |                               |                               | 18 décembre - Yokohama | 18 décembre - Yokohama | 18 décembre - Yokohama | 18 décembre - Yokohama |
|  | Al Ahly SC          | Al Ahly SC             | 0                   | 0                   | Al Ittihad Djeddah   | Al Ittihad Djeddah | 2                   | 2                   |                               |                               |                               |                               | 18 décembre - Yokohama | 18 décembre - Yokohama | 18 décembre - Yokohama | 18 décembre - Yokohama |
|  |                     |                        |                     |                     | Al Ittihad Djeddah   | Al Ittihad Djeddah | 2                   | 2                   |                               |                               |                               |                               | 18 décembre - Yokohama | 18 décembre - Yokohama | 18 décembre - Yokohama | 18 décembre - Yokohama |
|  |                     |                        | São Paulo FC        | São Paulo FC        | 3                    | 3                  |                     |                     |                               |                               |                               |                               | 18 décembre - Yokohama | 18 décembre - Yokohama | 18 décembre - Yokohama | 18 décembre - Yokohama |
|  |                     |                        |                     |                     | 3                    | 3                  |                     |                     |                               |                               |                               |                               | 18 décembre - Yokohama | 18 décembre - Yokohama | 18 décembre - Yokohama | 18 décembre - Yokohama |
|  |                     | 15 décembre - Yokohama |                     |                     |                      |                    |                     |                     |                               |                               |                               |                               | 18 décembre - Yokohama | 18 décembre - Yokohama | 18 décembre - Yokohama | 18 décembre - Yokohama |
|  |                     |                        |                     |                     |                      |                    |                     |                     |                               |                               |                               |                               | 18 décembre - Yokohama | 18 décembre - Yokohama | 18 décembre - Yokohama | 18 décembre - Yokohama |
|  | São Paulo FC        | São Paulo FC           | 1                   | 1                   |                      |                    |                     |                     |                               |                               |                               |                               |                        |                        |                        |                        |
|  | São Paulo FC        | São Paulo FC           | 1                   | 1                   | 12 décembre - Toyota |                    |                     |                     |                               |                               |                               |                               |                        |                        |                        |                        |
|  |                     |                        | Liverpool FC        | Liverpool FC        | 0                    | 0                  |                     |                     |                               |                               |                               |                               |                        |                        |                        |                        |
|  | Sydney FC           | Sydney FC              | Liverpool FC        | Liverpool FC        | 0                    | 0                  | 0                   | 0                   |                               |                               |                               |                               |                        |                        |                        |                        |
|  | Sydney FC           | Sydney FC              |                     |                     |                      |                    |                     |                     |                               |                               |                               |                               |                        |                        |                        |                        |
|  | Deportivo Saprissa  | Deportivo Saprissa     | 1                   | 1                   |                      |                    |                     |                     |                               |                               |                               |                               |                        |                        |                        |                        |
|  | Deportivo Saprissa  | Deportivo Saprissa     | 1                   | 1                   | Deportivo Saprissa   | Deportivo Saprissa | 0                   | 0                   | Match pour la troisième place | Match pour la troisième place | Match pour la troisième place | Match pour la troisième place |                        |                        |                        |                        |
|  |                     |                        |                     |                     | Deportivo Saprissa   | Deportivo Saprissa | 0                   | 0                   | Match pour la troisième place | Match pour la troisième place | Match pour la troisième place | Match pour la troisième place |                        |                        |                        |                        |
|  |                     |                        | Liverpool FC        | Liverpool FC        | 3                    | 3                  |                     |                     | 18 décembre - Yokohama        | 18 décembre - Yokohama        | 18 décembre - Yokohama        | 18 décembre - Yokohama        |                        |                        |                        |                        |
|  |                     |                        |                     |                     | 3                    | 3                  |                     |                     | 18 décembre - Yokohama        | 18 décembre - Yokohama        | 18 décembre - Yokohama        | 18 décembre - Yokohama        |                        |                        |                        |                        |
|  |                     |                        |                     |                     |                      |                    |                     | Al Ittihad Djeddah  | Al Ittihad Djeddah            | 2                             | 2                             |                               |                        |                        |                        |                        |
|  |                     |                        |                     |                     |                      |                    |                     | Al Ittihad Djeddah  | Al Ittihad Djeddah            | 2                             | 2                             |                               |                        |                        |                        |                        |
|  | Deportivo Saprissa  | Deportivo Saprissa     | 3                   | 3                   |                      |                    |                     |                     |                               |                               |                               |                               |                        |                        |                        |                        |
|  |                     |                        |                     |                     |                      |                    |                     |                     |                               |                               |                               |                               |                        |                        |                        |                        |

### Premier tour
| 11 décembre 2005 | Al Ittihad Djeddah | 1 - 0   | Al Ahly SC | Stade National, Tokyo                        |                                              |
| 19 h 20 (UTC+9)  | Mohammed Noor 78e  | (0 – 0) |            | Spectateurs : 28 281 Arbitrage : Graham Poll | Spectateurs : 28 281 Arbitrage : Graham Poll |
| 19 h 20 (UTC+9)  | Rapport            |         |            | Spectateurs : 28 281 Arbitrage : Graham Poll | Spectateurs : 28 281 Arbitrage : Graham Poll |

| 12 décembre 2005 | Sydney FC | 0 - 1   | Deportivo Saprissa    | Stade de Toyota, Toyota City                   |                                                |
| 19 h 20 (UTC+9)  |           | (0 – 0) | 47e Christian Bolaños | Spectateurs : 28 538 Arbitrage : Toru Kamikawa | Spectateurs : 28 538 Arbitrage : Toru Kamikawa |
| 19 h 20 (UTC+9)  | Rapport   |         |                       | Spectateurs : 28 538 Arbitrage : Toru Kamikawa | Spectateurs : 28 538 Arbitrage : Toru Kamikawa |

### Match pour la5eplace
| 16 décembre 2005 | Al Ahly SC      | 1 - 2   | Sydney FC                           | Stade National, Tokyo                          |                                                |
| 19 h 20 (UTC+9)  | Emad Moteab 45e | (1 – 1) | 35e Dwight Yorke · 66e David Carney | Spectateurs : 15 951 Arbitrage : Toru Kamikawa | Spectateurs : 15 951 Arbitrage : Toru Kamikawa |
| 19 h 20 (UTC+9)  | Rapport         |         |                                     | Spectateurs : 15 951 Arbitrage : Toru Kamikawa | Spectateurs : 15 951 Arbitrage : Toru Kamikawa |

### Demi-finales
| 14 décembre 2005 | Al Ittihad Djeddah                          | 2 - 3   | São Paulo FC                                                      | Stade National, Tokyo                       |                                             |
| 19 h 20 (UTC+9)  | Mohammed Noor 33e · Hamad al-Montashari 68e | (1 – 1) | 16e Márcio Amoroso · 47e Márcio Amoroso · 57e (pen.) Rogério Ceni | Spectateurs : 31 510 Arbitrage : Alain Sars | Spectateurs : 31 510 Arbitrage : Alain Sars |
| 19 h 20 (UTC+9)  | Rapport                                     |         |                                                                   | Spectateurs : 31 510 Arbitrage : Alain Sars | Spectateurs : 31 510 Arbitrage : Alain Sars |

| 15 décembre 2005 | Deportivo Saprissa | 0 - 3   | Liverpool FC                                            | Stade Nissan, Yokohama                          |                                                 |
| 19 h 20 (UTC+9)  |                    | (0 – 2) | 3e Peter Crouch · 32e Steven Gerrard · 58e Peter Crouch | Spectateurs : 43 902 Arbitrage : Carlos Chandia | Spectateurs : 43 902 Arbitrage : Carlos Chandia |
| 19 h 20 (UTC+9)  | Rapport            |         |                                                         | Spectateurs : 43 902 Arbitrage : Carlos Chandia | Spectateurs : 43 902 Arbitrage : Carlos Chandia |

### Match pour la3eplace
| 18 décembre 2005 | Al Ittihad Djeddah                                 | 2 - 3   | Deportivo Saprissa                                                | Stade Nissan, Yokohama                           |                                                  |
| 16 h 20 (UTC+9)  | Mohammed Kallon 28e · Joseph-Désiré Job 53e (pen.) | (1 – 1) | 13e Alvaro Saborío · 85e (pen.) Alvaro Saborío · 89e Rónald Gómez | Spectateurs : 46 453 Arbitrage : Mohamed Guezzaz | Spectateurs : 46 453 Arbitrage : Mohamed Guezzaz |
| 16 h 20 (UTC+9)  | Rapport                                            |         |                                                                   | Spectateurs : 46 453 Arbitrage : Mohamed Guezzaz | Spectateurs : 46 453 Arbitrage : Mohamed Guezzaz |

### Finale
| 18 décembre 2005 | São Paulo FC | 1 - 0   | Liverpool FC | Stade Nissan, Yokohama | |
| 19 h 20 (UTC+9)  | Mineiro 27e  | (1 - 0) |              | Spectateurs : 66 821 Arbitrage : Benito Archundia (Principal) Héctor Vergara (Assistant) Arturo Velázquez (Assistant) Toru Kamikawa (Quatrième) | Spectateurs : 66 821 Arbitrage : Benito Archundia (Principal) Héctor Vergara (Assistant) Arturo Velázquez (Assistant) Toru Kamikawa (Quatrième) |
| 19 h 20 (UTC+9)  | Rapport      |         |              | Spectateurs : 66 821 Arbitrage : Benito Archundia (Principal) Héctor Vergara (Assistant) Arturo Velázquez (Assistant) Toru Kamikawa (Quatrième) | Spectateurs : 66 821 Arbitrage : Benito Archundia (Principal) Héctor Vergara (Assistant) Arturo Velázquez (Assistant) Toru Kamikawa (Quatrième) |

| São Paulo FC | Liverpool FC |

| G             | 1  | Rogério Ceni |  | 90e |
| D             | 2  | Cicinho      |  |     |
| D             | 3  | Fabão        |  |     |
| D             | 4  | Edcarlos     |  |     |
| D             | 5  | Diego Lugano |  | 57e |
| D             | 6  | Júnior       |  |     |
| M             | 7  | Mineiro      |  | 27e |
| M             | 8  | Josué        |  |     |
| M             | 10 | Danilo       |  |     |
| A             | 11 | Amoroso      |  |     |
| A             | 14 | Aloísio      |  | 75e |
| Remplaçants : |    |              |  |     |
| A             | 9  | Grafite      |  | 75e |
| Entraineur :  |    |              |  |     |
| Paulo Autuori |    |              |  |     |

| G              | 12 | José Manuel Reina       |  |     |
| D              | 2  | Stephen Warnock         |  | 79e |
| D              | 3  | Steve Finnan            |  |     |
| D              | 4  | Sami Hyypiä             |  |     |
| D              | 23 | Jamie Carragher         |  |     |
| M              | 7  | Harry Kewell            |  |     |
| M              | 8  | Steven Gerrard          |  |     |
| M              | 14 | Xabi Alonso             |  |     |
| M              | 22 | Mohamed Sissoko         |  | 79e |
| A              | 10 | Luis García             |  |     |
| A              | 19 | Fernando Morientes      |  | 85e |
| Remplaçants :  |    |                         |  |     |
| D              | 6  | John Arne Riise         |  | 79e |
| A              | 11 | Florent Sinama Pongolle |  | 79e |
| A              | 15 | Peter Crouch            |  | 85e |
| Entraineur :   |    |                         |  |     |
| Rafael Benítez |    |                         |  |     |

## Récompenses
| Rang | Club               | Pays            | Prime       |
| ---- | ------------------ | --------------- | ----------- |
| 1    | São Paulo FC       | Brésil          | 5 000 000 $ |
| 2    | Liverpool FC       | Angleterre      | 4 000 000 $ |
| 3    | Deportivo Saprissa | Costa Rica      | 2 500 000 $ |
| 4    | Al Ittihad Djeddah | Arabie saoudite | 2 000 000 $ |
| 5    | Sydney FC          | Australie       | 1 500 000 $ |
| 6    | Al Ahly SC         | Égypte          | 1 000 000 $ |

| Prix              | Lauréat           | Club               |
| ----------------- | ----------------- | ------------------ |
| Ballon d'or       | Rogerio Ceni      | São Paulo FC       |
| Ballon d'argent   | Steven Gerrard    | Liverpool FC       |
| Ballon de bronze  | Christian Bolaños | Deportivo Saprissa |
| Prix du fair-play | Liverpool FC      | Liverpool FC       |

## Classement des buteurs
| Rang | Joueur         | Club               | Buts |
| ---- | -------------- | ------------------ | ---- |
| 1    | Amoroso        | São Paulo FC       | 2    |
| 1    | Peter Crouch   | Liverpool FC       | 2    |
| 1    | Mohammed Noor  | Al Ittihad Djeddah | 2    |
| 1    | Alvaro Saborio | Deportivo Saprissa | 2    |

| Joueurs ayant inscrit un but | Joueurs ayant inscrit un but | Joueurs ayant inscrit un but | Joueurs ayant inscrit un but |
| ---------------------------- | ---------------------------- | ---------------------------- | ---------------------------- |
| 5                            | Hamad al-Montashari          | Al Ittihad Djeddah           | 1                            |
| 5                            | Christian Bolaños            | Deportivo Saprissa           | 1                            |
| 5                            | David Carney                 | Sydney FC                    | 1                            |
| 5                            | Steven Gerrard               | Liverpool FC                 | 1                            |
| 5                            | Rónald Gómez                 | Deportivo Saprissa           | 1                            |
| 5                            | Joseph-Désiré Job            | Al Ittihad Djeddah           | 1                            |
| 5                            | Mohammed Kallon              | Al Ittihad Djeddah           | 1                            |
| 5                            | Mineiro                      | São Paulo FC                 | 1                            |
| 5                            | Emad Moteab                  | Al Ahly SC                   | 1                            |
| 5                            | Rogério Ceni                 | São Paulo FC                 | 1                            |
| 5                            | Dwight Yorke                 | Sydney FC                    | 1                            |